# أندرو روباثان
أندرو روبرت جورج روباثان، بارون روباثان (بالإنجليزية: Andrew Robert George Robathan, Baron Robathan)‏ (ولد في 17 يوليو 1951) سياسي محافظ بريطاني انتخب عضوا في البرلمان لجنوب ليسسترشير (سابقا بلابي) في ليسترشير فضلا عن وزير حكومي.
في سبتمبر 2014 أعلن روباثان أنه سينسحب من الانتخابات العامة لعام 2015 وتم ترشيحه لثروة حياة في عام 2015 من أجل حل مرتبة الشرف وهو بارون روباثان من بولتني في مقاطعة ليسترشير في 13 أكتوبر 2015.

## النشأة
ولد روباثان في 17 يوليو 1951. تلقى تعليمه في مدرسة ميرتشانت تايلورس وهي مدرسة عامة للبنين في نورثوود بلندن. درس التاريخ الحديث في كلية أوريل بجامعة أكسفورد حيث تخرج بحصوله على ليسانس الآداب في عام 1973 وبعد ذلك شرع في دراسة ماجستير الآداب.

## المسيرة العسكرية
عين روباثان في حرس كولدستريم كملازم ثاني (تحت الاختبار) (مرشح جامعي) في 6 أكتوبر 1974. أعطي رقم الخدمة 498738. تم تأكيد تعيينه وتم منحه الأقدمية كملازم ثاني من 6 أبريل 1971. تمت ترقيته إلى ملازم في 6 أكتوبر 1974 بأقدمية في 6 أبريل 1973. بعد أن درس في كلية الموظفين في كامبرلي تمت ترقيته إلى رائد في 30 سبتمبر 1984. خدم لفترة من الوقت مع القوة الجوية الخاصة وتقاعد في 27 أغسطس 1989 بتعيينه في احتياطي الضباط.
عمل في شركة بي بي من 1991 إلى 1992 لكنه تطوع للعودة إلى الجيش بين يناير وأبريل 1991 خلال حرب الخليج الثانية حيث شغل منصب رئيس أركان قوة حرس أسرى الحرب في المملكة العربية السعودية والعراق والكويت.

## المسيرة البرلمانية
انتخب روباثان لمجلس هامرسميث وفولهام في مايو 1990 وهزم العمدة العمالي آنذاك في إل بروك وارد.
استقال من منصبه كمستشار في أواخر عام 1991 للترشح في الانتخابات العامة لعام 1992 وانتخب نائبا لبلابي عام 1992 خلفا لنايجل لوسون وزير الخزانة السابق. حصل على 37% من أصوات بلبي في عام 1992 لكنه تقلص إلى حد كبير من خلال تغييرات حدودية كبيرة في عام 1997 مما أدى إلى ارتفاع في الدعم الديمقراطي الليبرالي داخل الدائرة الانتخابية. عقب تحقيق علني من قبل لجنة الانتخابات والردود من الجمهور بما في ذلك روباثان أعيد تشكيل دائرة بلابي كجنوب ليسسترشير.
خدم روباثان أربع سنوات في لجنة تحديد الدفاع بين عامي 1997 و2001 كما شغل منصب رئيس مجلس إدارة مجموعة آل-بارتي سيكلينغ غروب ونائب رئيس مجموعة الطاقة المتجددة والمستدامة من جميع الأطراف بينما كان عضوا في البرلمان.
كان روباثان السكرتير البرلماني لجون ريدوود إلى إيان سبروات وزير الرياضة في الإدارة الرئيسية قبل أن يعود إلى الصفوف الخلفية عندما خسر المحافظون الانتخابات العامة عام 1997. عاد إلى جبهة البدلاء كمتحدث باسم التجارة والصناعة في عام 2002.
في انتخابات قيادة حزب المحافظين عام 2001 كان روباثان مؤيدا بارزا لمايكل بورتيلو. بعد ستة أشهر من البقاء في الصفوف الخلفية عين روباثان عضو اتصال العموم مع اللوردات ثم المتحدث باسم الدفاع الذي كان قد خاض الانتخابات العامة عام 2005.
في انتخابات قيادة المحافظين عام 2005 كان روباثان من أوائل النواب الذين أعلنوا عن دعمهم لديفيد كاميرون ليكافأ بواحد من خمس وظائف فقط مدفوعة الأجر كمعارض نائب رئيس السوط.
في مايو 2010 عين وكيل وزارة برلمان في وزارة الدفاع مسؤولا عن الرفاه وقدامى المحاربين.
في عام 2011 كان عضوا في اللجنة الخاصة التي أنشئت لفحص مشروع القانون الذي أصبح قانون القوات المسلحة لعام 2011.
في ديسمبر 2011 دعا المحتجون إلى إقالته بعد مقارنته بمطالبات ميدالية 66,500 من قدامى المحاربين في قوافل القطب الشمالي في الحرب العالمية الثانية إلى تكاثر الأوسمة التي قامت بها «الأنظمة الاستبدادية» و«الديكتاتوريون»:
توفي حوالي 3000 بحار على القوافل - التي وصفها ونستون تشرشل بأنها «أسوأ رحلة في العالم». وصف أعضاء البرلمان في بورتسموث سلوكه بأنه «مخجل» و «مرض».
في أكتوبر 2012 طلب ليندسي هويل، نائب رئيس مجلس النواب من روباثان التهدئة بعد أن اشتكى من مستويات الضوضاء من المعرض العام. جنود من الكتيبة الثانية من الفوج الملكي من المتحاربين الذين يواجهون حلها كانوا «يصفقون بأدب النواب الذين تحدثوا نيابة عنهم». نقيب سابق ناقض مشورة وزارة الدفاع بأنهم ذهبوا إلى أفغانستان والعراق للمساعدة في نشر الديمقراطية مع حقيقة تهديدهم بالطرد من البرلمان.

### النفقات
ادعى روباثان بأن الحد الأقصى لاستحقاق المنزل الثاني هو 24,006 جنيه استرليني في الفترة 2008-09 على الرغم من أنه لم يكن أحد النواب 343 المطلوب منهم سداد المال من قبل تقرير لغ. كان واحدا من 177 نائبا من قبل صحيفة ديلي تلغراف الذين استخدموا أفراد العائلة. تقرير هيئة المعايير البرلمانية المستقلة نشر بعد عامين في حين تشديد القواعد وأكد أن عضو قد توظف أحد الأقارب الخاضعين لشروط عامة تتعلق بالنفقات. كانت نفقات روباثان عموما في النصف السفلي من جميع النواب.
في 24 أغسطس 2009 نقلت عنه صحيفة ذي تايمز قوله بأن رواتب النواب ستزيد إلى 110 آلاف جنيه استرليني. هذا التصريح جلب غضب زملاؤه في البرلمان ووسائط الإعلام.
في 4 نوفمبر 2013 ذكرت صحيفة ليستر ميركوري وراديو بي بي سي ليستر أن روباثان قد ادعى أن نفقات دفع فواتير الطاقة لمنزله الثاني بلغت 4587 جنيه استرليني.

## الحياة الشخصية
تزوج راشيل ماوندر في ديسمبر 1991 في وستمنستر. لديهما ابن (ولد في ديسمبر 1996) وابنة (ولدت في يوليو 1999).
روباثان يتحدث الفرنسية والألمانية ويسكن حاليا في فريمان من حي السيتي.